# Brugelette
Brugelette är en kommun i Belgien.   Den ligger i provinsen Hainaut och regionen Vallonien, i den centrala delen av landet. Antalet invånare är 3 548.
Trakten runt Brugelette består till största delen av jordbruksmark. Befolkningstätheten 86 invånare per kvadratkilometer, betydligt lägre än genomsnittet för Belgien.

## Ekonomi
Djurparken Pairi Daiza ligger i kommunen.